# Патриотске песме
Патриотске или родољубиве песме су песме које у најширем смислу певају о позитивном односу појединца или група према својој домовини или отаџбини.
Државне химне су једна врста патриотских песама.

## Српске патриотске песме[1]
- Тамо далеко
- Марш на Дрину
- Востани Сербије
- Ој Србијо, мати
- Ој војводо Синђелићу
- Ко то каже, ко то лаже
- Српкињица једна мала
- Играле се делије
- Карађорђе Петровићу
- Ој, Србијо, лепотице
- Српска се труба с Косова чује
- Велика Србија
- Oj Kосово, Косово
- Христе Боже
- Ој Србијо мила мати